# Cleveland Browns 2019
La stagione 2019 dei Cleveland Browns è stata la 71ª della franchigia, la 67ª nella National Football League e la prima e unica con Freddie Kitchens come capo-allenatore. Dopo il buon finale di stagione precedente e un'aggressiva campagna acquisti, culminata con l'arrivo del wide receiver Pro Bowler Odell Beckham, i Browns erano pronosticati come una squadra che poteva puntare alla vittoria della division e a fare ritorno ai playoff dopo 16 stagioni di assenza. Cleveland invece deluse le aspettative, terminando con un record di 6-10 al terzo posto nella AFC North. Kitchens venne così licenziato dopo una sola stagione e anche il general manager John Dorsey lasciò la sua posizione.

## Scelte nel Draft 2019
| Scelte dei Browns nel Draft 2019 |        |                   |       |                          |
| Giro                             | Scelta | Giocatore         | Ruolo | College                  |
| 2                                | 46     | Greedy Williams   | CB    | LSU                      |
| 3                                | 80     | Sione Takitaki    | LB    | BYU                      |
| 4                                | 119    | Sheldrick Redwine | S     | Miami                    |
| 5                                | 155    | Mack Wilson       | LB    | Alabama                  |
| 5                                | 170    | Austin Seibert    | K     | Oklahoma                 |
| 6                                | 189    | Drew Forbes       | OT    | Southeast Missouri State |
| 7                                | 221    | Donnie Lewis Jr.  | CB    | Tulane                   |

## Staff
| Staff dei Cleveland Browns nel 2019 |
| --- |
| Organi dirigenziali - Proprietari – Jimmy e Dee Haslam - Chief Strategy Officer – Paul DePodesta - General manager – John Dorsey - Assistente del general manager – Eliot Wolf - Vicepresidente dell'organico giocatori – Alonzo Highsmith - Vicepresidente dell'organico giocatori – Andrew Berry - Vicepresidente dell'organico giocatori – Ken Kovash - Vicepresidente dell'amministrazione sportiva – Chris Cooper - Direttore della ricerca e della strategia – Kevin Meers - Direttore degli osservatori – Mike Cetta - Assistente del direttore degli osservatori – Glenn Cook - Direttore degli osservatori del college – Steve Malin - Direttore della ricerca del personale – Dan Saganey - Analista del tetto salariale – Chris Sosna - Assistente del direttore della ricerca del personale – Jim Noel - Consulente speciale – Jim Brown Capo allenatore - Capo-allenatore – Freddie Kitchens - Capo-allenatore associato/offensive line – James Campen - Assistente speciale c.a. – Jody Wright Altri allenatori - Preparatore atletico – Larry Jackson - Assistente p.a. – Evan Marcus - Assistente p.a. – Josh Christovich - Assistente p.a. – Monty Gibson - Assistente p.a. – Dale Jones Allenatori dell'attacco - Coordinator offensivo – Todd Monken - Quarterback – Ryan Lindley - Gioco sulle corse/running back – Stump Mitchell - Wide receiver – Adam Henry - Tight end – John Lilly - Assistente offensive line – Jeff Blasko - Controllo qualità attacco – Jim Dray - Controllo qualità attacco – Tyler Tettleton Allenatori della difesa - coordinatore difensivo – Steve Wilks - Defensive line – Tosh Lupoi - Assistente defensive line – John Parrella - Gioco sulle corse/linebacker – Al Holcomb - Gioco sui passaggi/secondaria – Joe Whitt Jr. - Defensive back – DeWayne Walker - Assistente senior – Chris Jones - Controlla qualità difesa – Deuce Schwartz - Controlla qualità difesa – Alonso Escalante Allenatori dello special team - Coordinatore Special team – Mike Priefer - Assistente s.t. – Doug Colman |

## Roster
| Roster dei Cleveland Browns nel 2019 |
| --- |
| Quarterback - 3 Garrett Gilbert - 6 Baker Mayfield - 5 Drew Stanton Running Back - 24 Nick Chubb - 25 Dontrell Hilliard RS - 30 D'Ernest Johnson Wide Receiver - 13 Odell Beckham - 81 Rashard Higgins - 12 KhaDarel Hodge - 80 Jarvis Landry - 18 Damion Ratley - 10 Taywan Taylor Tight End - 86 Pharaoh Brown - 88 Demetrius Harris - 85 David Njoku - 83 Ricky Seals-Jones Offensive Linemen - 75 Joel Bitonio G - 63 Austin Corbett C - 74 Chris Hubbard T - 72 Eric Kush G - 70 Kendall Lamm T - 67 Justin McCray G - 78 Greg Robinson T - 77 Wyatt Teller G - 64 JC Tretter C Defensive Linemen - 96 Daniel Ekuale DT - 95 Myles Garrett DE - 99 Devaroe Lawrence DT - 65 Larry Ogunjobi DT - 98 Sheldon Richardson DT - 50 Chris Smith DE - 92 Chad Thomas DE - 54 Olivier Vernon DE Linebacker - 55 Genard Avery OLB - 58 Christian Kirksey OLB - 53 Joe Schobert MLB - 44 Sione Takitaki MLB - 57 Adarius Taylor OLB - 40 Malik Jefferson LB - 51 Mack Wilson OLB Defensive Back - 42 Morgan Burnett SS - 38 T.J. Carrie CB - 39 Terrance Mitchell CB - 22 Eric Murray FS - 23 Damarious Randall FS - 29 Sheldrick Redwine FS - 20 Tavierre Thomas CB - 21 Denzel Ward CB - 35 Jermaine Whitehead SS - 26 Greedy Williams CB Special Team - 7 Jamie Gillan P - 47 Charley Hughlett LS - 4 Austin Seibert K Lista delle riserve - 11 Antonio Callaway WR (Sospeso) - 77 Lo Falemaka C (IR) - 79 Drew Forbes G (IR) - 28 Phillip Gaines CB (IR) - 82 Rico Gathers TE (Sospeso) - 27 Kareem Hunt RB (Sospeso) - 68 Kyle Kalis G (IR) - 48 Joe Kerridge FB (IR) - 15 D.J. Montgomery WR (IR) Squadra di allenamento - 69 Paul Adams T - 90 Brandin Bryant DT - 89 Stephen Carlson TE - 17 Shelton Gibson WR - 56 Willie Harvey OLB - 49 J.T. Hassell SS - 34 Robert Jackson CB - 36 Elijah McGuire RB - 33 Tigie Sankoh FS - 84 Derrick Willies WR - 66 Willie Wright C 53 attivi, 8 inattivi, 11 nella squadra di allenamento |
| Legenda - I rookie sono in corsivo. - Il primo ruolo è il principale mentre gli eventuali successivi indicano i ruoli secondari. - (IR) sta per Injured Reserve ed indica la lista ristretta per un solo giocatore infortunato che può tornare ad allenarsi dopo la settimana 6 e a rientrare in prima squadra dopo che questa ha giocato 8 partite. - (NF-Inj.) / (NF-Ill.) stanno rispettivamente per Non-Football Injured e Non-Football Illness ed indicano le liste dove viene inserito un giocatore che ha un infortunio o una malattia non dipendente dal football americano. - (PUP) sta per Physically Unable to Perform ed indica la lista dove viene inserito un giocatore mentre è in attesa di recuperare la condizione fisica. Nella stagione regolare dopo la sesta partita giocata dalla propria squadra, il giocatore ha tempo tre settimane per riprendere ad allenarsi, più tre settimane aggiuntive dal suo rientro agli allenamenti per rientrare in prima squadra. |

## Calendario
| Stagione regolare |                    |                         |                    |                    |                            |                    |
| Turno             | Data               | Avversario              | Risultato          | Record             | Stadio                     | Sintesi            |
| 1                 | 8 settembre        | Tennessee Titans        | S 13–43            | 0–1                | FirstEnergy Stadium        | Recap              |
| 2                 | 16 settembre       | at New York Jets        | V 23–3             | 1–1                | MetLife Stadium            | Recap              |
| 3                 | 22 settembre       | Los Angeles Rams        | S 13–20            | 1–2                | FirstEnergy Stadium        | Recap              |
| 4                 | 29 settembre       | at Baltimore Ravens     | V 40–25            | 2–2                | M&T Bank Stadium           | Recap              |
| 5                 | 7 ottobre          | at San Francisco 49ers  | S 3–31             | 2–3                | Levi's Stadium             | Recap              |
| 6                 | 13 ottobre         | Seattle Seahawks        | S 28–32            | 2–4                | FirstEnergy Stadium        | Recap              |
| 7                 | Settimana di pausa | Settimana di pausa      | Settimana di pausa | Settimana di pausa | Settimana di pausa         | Settimana di pausa |
| 8                 | 27 ottobre         | at New England Patriots | S 13–27            | 2–5                | Gillette Stadium           | Recap              |
| 9                 | 3 novembre         | at Denver Broncos       | S 19–24            | 2–6                | Empower Field at Mile High | Recap              |
| 10                | 10 novembre        | Buffalo Bills           | V 19–16            | 3–6                | FirstEnergy Stadium        | Recap              |
| 11                | 14 novembre        | Pittsburgh Steelers     | V 21–7             | 4–6                | FirstEnergy Stadium        | Recap              |
| 12                | 24 novembre        | Miami Dolphins          | V 41–24            | 5–6                | FirstEnergy Stadium        | Recap              |
| 13                | 1º dicembre        | at Pittsburgh Steelers  | S 13–20            | 5–7                | Heinz Field                | Recap              |
| 14                | 8 dicembre         | Cincinnati Bengals      | V 27–19            | 6–7                | FirstEnergy Stadium        | Recap              |
| 15                | 15 dicembre        | at Arizona Cardinals    | S 24–38            | 6–8                | State Farm Stadium         | Recap              |
| 16                | 22 dicembre        | Baltimore Ravens        | S 15–31            | 6–9                | FirstEnergy Stadium        | Recap              |
| 17                | 29 dicembre        | at Cincinnati Bengals   | S 23–33            | 6–10               | Paul Brown Stadium         | Recap              |

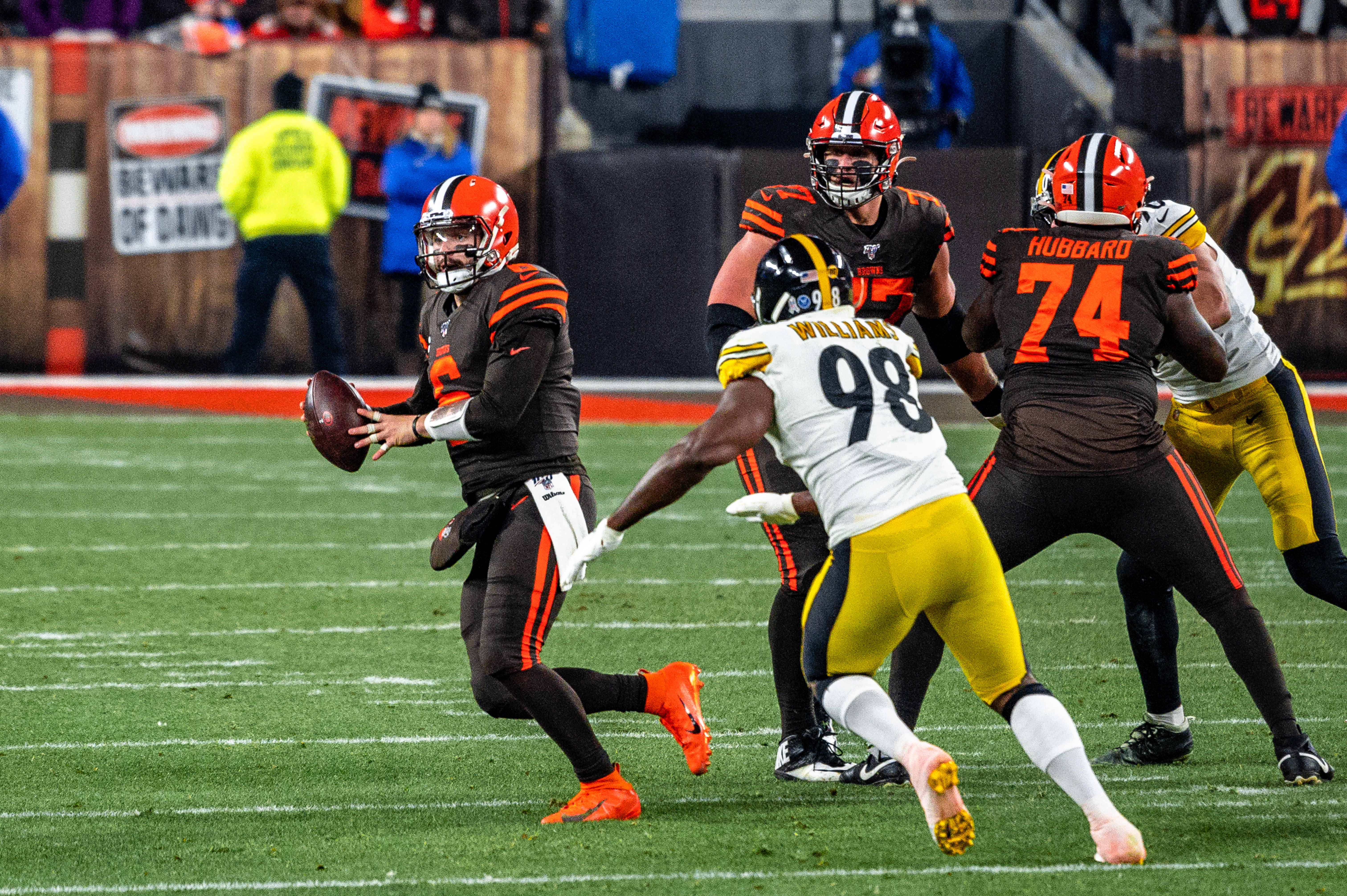
La partita contro gli Steelers del 14 novembre

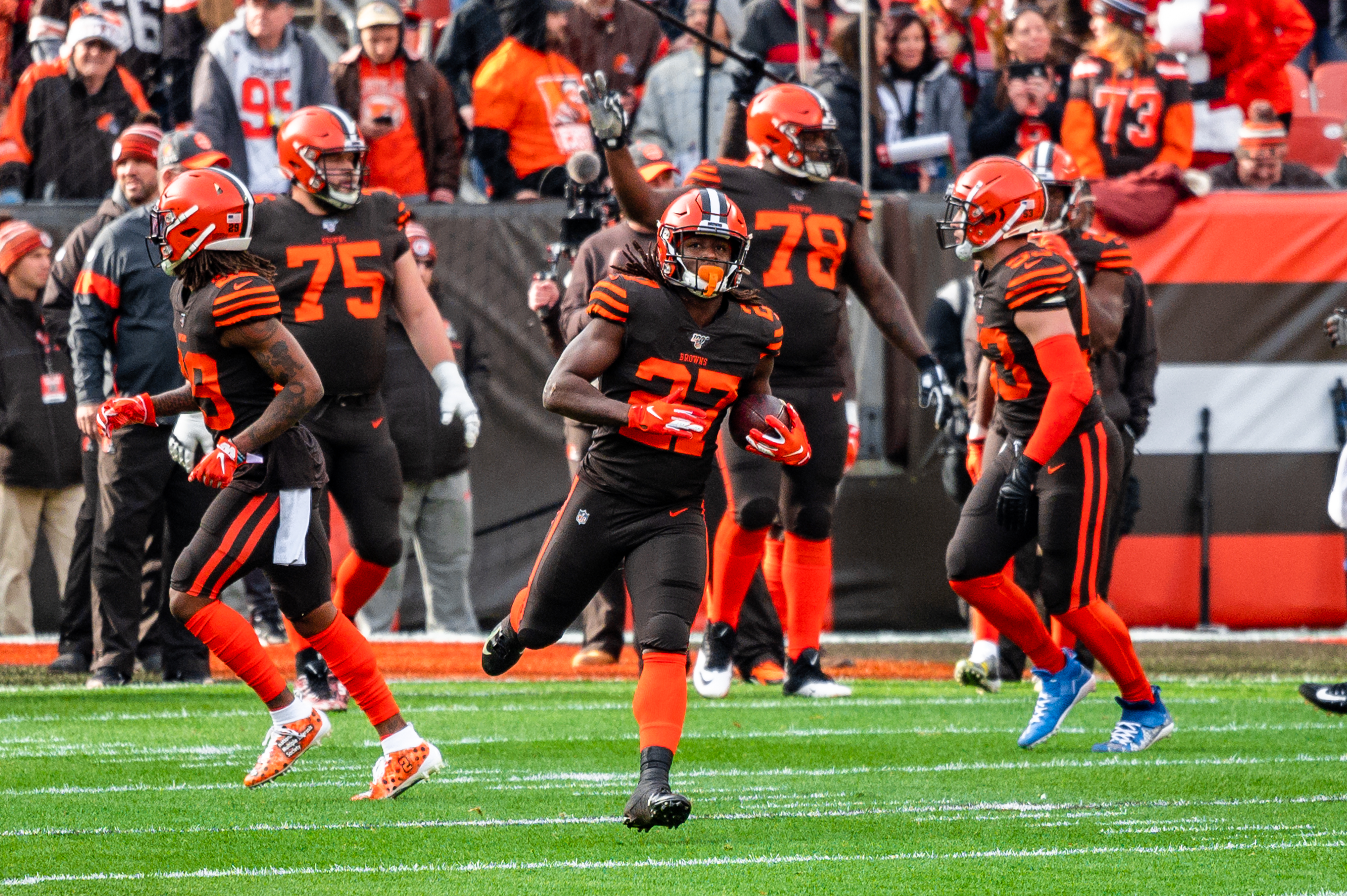
La partita contro i Bengals dell'ultimo turno

Nota: Gli avversari della propria division sono in grassetto.

## Classifiche

### Division
| AFC North           | AFC North | AFC North | AFC North | AFC North | AFC North | AFC North | AFC North | AFC North |
| vedi • disc. • mod. | V         | S         | P         | PCT       | DIV       | CONF      | PF        | PS        |
| ------------------- | --------- | --------- | --------- | --------- | --------- | --------- | --------- | --------- |
| Baltimore Ravens    | 6         | 2         | 0         | .750      | 2–1       | 4-2       | 251       | 176       |
| Pittsburgh Steelers | 4         | 4         | 0         | .500      | 1-1       | 4-2       | 176       | 169       |
| Cleveland Browns    | 2         | 6         | 0         | .250      | 1–0       | 2-3       | 152       | 205       |
| Cincinnati Bengals  | 0         | 8         | 0         | .000      | 0–2       | 0-4       | 124       | 210       |
|                     |           |           |           |           |           |           |           |           |
|                     |           |           |           |           |           |           |           |           |

### Conference
| American Football Conference           | American Football Conference | American Football Conference | American Football Conference | American Football Conference | American Football Conference | American Football Conference | American Football Conference | American Football Conference | American Football Conference | American Football Conference |
| Pos.                                   | Squadra                      | Division                     | V                            | S                            | P                            | PCT                          | DIV                          | CONF                         | SOS                          | SOV                          |
| Capolista di Division                  | Capolista di Division        | Capolista di Division        | Capolista di Division        | Capolista di Division        | Capolista di Division        | Capolista di Division        | Capolista di Division        | Capolista di Division        | Capolista di Division        | Capolista di Division        |
| -------------------------------------- | ---------------------------- | ---------------------------- | ---------------------------- | ---------------------------- | ---------------------------- | ---------------------------- | ---------------------------- | ---------------------------- | ---------------------------- | ---------------------------- |
| 1                                      | Baltimore Ravens             | North                        | 14                           | 2                            | 0                            | .875                         | 5–1                          | 10–2                         | .400                         | .356                         |
| 2                                      | Kansas City Chiefs           | West                         | 12                           | 4                            | 0                            | .750                         | 6–0                          | 9–3                          | .436                         | .414                         |
| 3                                      | New England Patriots         | East                         | 12                           | 4                            | 0                            | .750                         | 5-1                          | 8-4                          | .549                         | .507                         |
| 4                                      | Houston Texans               | South                        | 10                           | 6                            | 0                            | .625                         | 4-2                          | 8-4                          | .441                         | .459                         |
| Wild Card                              |                              |                              |                              |                              |                              |                              |                              |                              |                              |                              |
| 5                                      | Buffalo Bills                | East                         | 10                           | 6                            | 0                            | .625                         | 3-3                          | 7-5                          | .330                         | .214                         |
| 6                                      | Tennessee Titans             | South                        | 9                            | 7                            | 0                            | .563                         | 3-3                          | 7-5                          | .539                         | .452                         |
| In corsa per i play-off                |                              |                              |                              |                              |                              |                              |                              |                              |                              |                              |
| 7                                      | Pittsburgh Steelers          | North                        | 8                            | 8                            | 0                            | .500                         | 3-3                          | 6-6                          | .481                         | .336                         |
| 8                                      | Denver Broncos               | West                         | 7                            | 9                            | 0                            | .438                         | 3-3                          | 6-6                          | .554                         | .353                         |
| 9                                      | Oakland Raiders              | West                         | 7                            | 9                            | 0                            | .438                         | 3-3                          | 5-7                          | .451                         | .404                         |
| 10                                     | Indianapolis Colts           | South                        | 7                            | 9                            | 0                            | .438                         | 3-3                          | 5-7                          | .630                         | .575                         |
| 11                                     | New York Jets                | East                         | 7                            | 9                            | 0                            | .438                         | 2-4                          | 4-8                          | .485                         | .275                         |
| 12                                     | Jacksonville Jaguars         | South                        | 6                            | 10                           | 0                            | .375                         | 2-4                          | 6-6                          | .500                         | .500                         |
| 13                                     | Cleveland Browns             | North                        | 6                            | 10                           | 0                            | .375                         | 3-3                          | 6-6                          | .544                         | .419                         |
| 14                                     | Los Angeles Chargers         | West                         | 5                            | 11                           | 0                            | .313                         | 0-6                          | 3-9                          | .490                         | .300                         |
| 15                                     | Miami Dolphins               | East                         | 5                            | 11                           | 0                            | .313                         | 2-4                          | 4-8                          | .554                         | .450                         |
| 16                                     | Cincinnati Bengals           | North                        | 2                            | 14                           | 0                            | .125                         | 1-5                          | 2-10                         | .639                         | .000                         |
| Criteri di spareggio                   |                              |                              |                              |                              |                              |                              |                              |                              |                              |                              |
| 1.                                     |                              |                              |                              |                              |                              |                              |                              |                              |                              |                              |
| Legenda                                |                              |                              |                              |                              |                              |                              |                              |                              |                              |                              |
| w — wild card ottenuta                 |                              |                              |                              |                              |                              |                              |                              |                              |                              |                              |
| x — partecipazione ai playoff ottenuta |                              |                              |                              |                              |                              |                              |                              |                              |                              |                              |
| y — campioni di division               |                              |                              |                              |                              |                              |                              |                              |                              |                              |                              |
| z — salto del primo turno di play-off  |                              |                              |                              |                              |                              |                              |                              |                              |                              |                              |
| * — vantaggio del campo ottenuto       |                              |                              |                              |                              |                              |                              |                              |                              |                              |                              |

## Premi

### Premi settimanali e mensili
- Jamie Gillan:

giocatore degli special team della AFC della settimana 2
giocatore degli special team della AFC del mese di settembre
- Nick Chubb:

giocatore offensivo della AFC della settimana 4
running back della settimana 4
- Joe Schobert:

difensore della AFC della settimana 12